# 参礼站
參禮站（：／ Samnye yeok */?）是全羅線沿線的一座鐵路車站，位於韓國全羅北道完州郡參禮邑，有無窮花號列車停靠。

## 車站結構
站體為2面4線的雙島式月台。

### 月台配置
| ↑ 益山          |
| ４３ \| ２１ \| |
| 全州 ↓          |

| 月台 | 路線   | 目的地                        |
| ---- | ------ | ----------------------------- |
| 1    | 全羅線 | 未使用                        |
| 2    | 全羅線 | 往 全州、順天、麗水世博會方向 |
| 3    | 全羅線 | 往 龍山、西大田、益山方向     |
| 4    | 全羅線 | 未使用                        |

## 历史
- 1914年11月17日 - 落成使用。

## 相鄰車站
韓國鐵道公社
全羅線
東益山－參禮－東山